# Údolí Záhorského potoka
Údolí Záhorského potoka je přírodní památka severozápadně od obce Kunvald v okrese Ústí nad Orlicí. Oblast spravuje Agentura ochrany přírody a krajiny ČR.
Potok protéká osadou Záhory v městysi Kunvaldě. Rozloha povodí je asi 1 km². Svou vodu odvádí do říčky Rokytenky. Pro zvýšený výskyt chráněných druhů rostlin a živočichů zde bylo na území o rozloze 9,99 ha v roce 1987 vytvořeno chráněné území. Týká se hlavně bledulí jarních (Leucojum vernum) a z živočichů čolka obecného (Lissotriton vulgaris).